# 英国皇家化学学会
英国皇家化学学会（简称RSC）是一所英国的学会（专业机构）、欧洲最大的化学科学组织:184、历史最为悠久的化学学会，目标为“推进化学科学”。1841年，英国皇家化学学会成立；1980年，化学学会、皇家化学研究所、法拉第学会和分析化学学会合并为今天的英国皇家化学学会并开始使用新的“皇家宪章”。成立之初，该协会在英国有34000名会员，在国外还有8000名会员，合计42000名会员。现在的英国皇家化学学会由4.5万名化学方面的研究人员、教师和工业家组成，每年都会组织数百次化学会议。

## 历届学会主席
现任学会主席为Gillian_Reid，她于2020年6月胜选为英国皇家化学学会主席。
- 1980年–1982年：埃尔特爵士赫伯特·琼斯爵士（英语：Ewart Jones）（1911年–2002年）
- 1982年–1984年：约翰·伊万·乔治·卡多根爵士（英语：John Cadogan）（1930年–）
- 1984年–1986年：理查德·奥斯瓦尔德·钱德勒·诺曼（英语：Richard Norman (chemist)）（1932年–1993年)[8]
- 1986年–1988年：杰克·刘易斯爵士（英语：Jack Lewis, Baron Lewis of Newnham）（1928年–2014年）[9]
- 1988年–1990年：约翰·梅森·沃德（英语：John Mason Ward）（-2014年）
- 1990年–1992年：雷德·爱德华·理查兹爵士（英语：Rex Richards (scientist)）（1922年–）
- 1992年–1994年：查尔斯·韦恩·里斯（英语：Charles Wayne Rees）（1927年–2006年)[10]
- 1994年–1996年：John Howard Purnell（英语：John Howard Purnell）（1925年–1996年)[11]
- 1996年–1998年：爱德华·威廉·阿贝尔（英语：Edward William Abel）（1931年–）
- 1998年–2000年：Anthony Ledwith（英语：Anthony Ledwith）（1933年–）[12]
- 2000年–2002年：史蒂文·维克多·莱（英语：Steven V. Ley）（1945年–）
- 2002年–2004年：哈罗德·克罗托（1939年–2016年)
- 2004年–2006年：西蒙·坎贝尔（英语：Simon Campbell）（1941年–）[13]
- 2006年–2008年：詹姆斯·费斯特（英语：James Feast）（1938年–）
- 2008年–2010年：大卫·加纳（1941年–）[14]
- 2010年–2012年：大卫·菲利普斯（1939年–）[15]
- 2012年–2014年：莱斯特·耶罗利（英语：Lesley Yellowlees）[16]（1953年–）
- 2014年–2016年：多米尼克·蒂尔兹利（英语：Dominic Tildesley）[17]（1952年–）

## 出版物

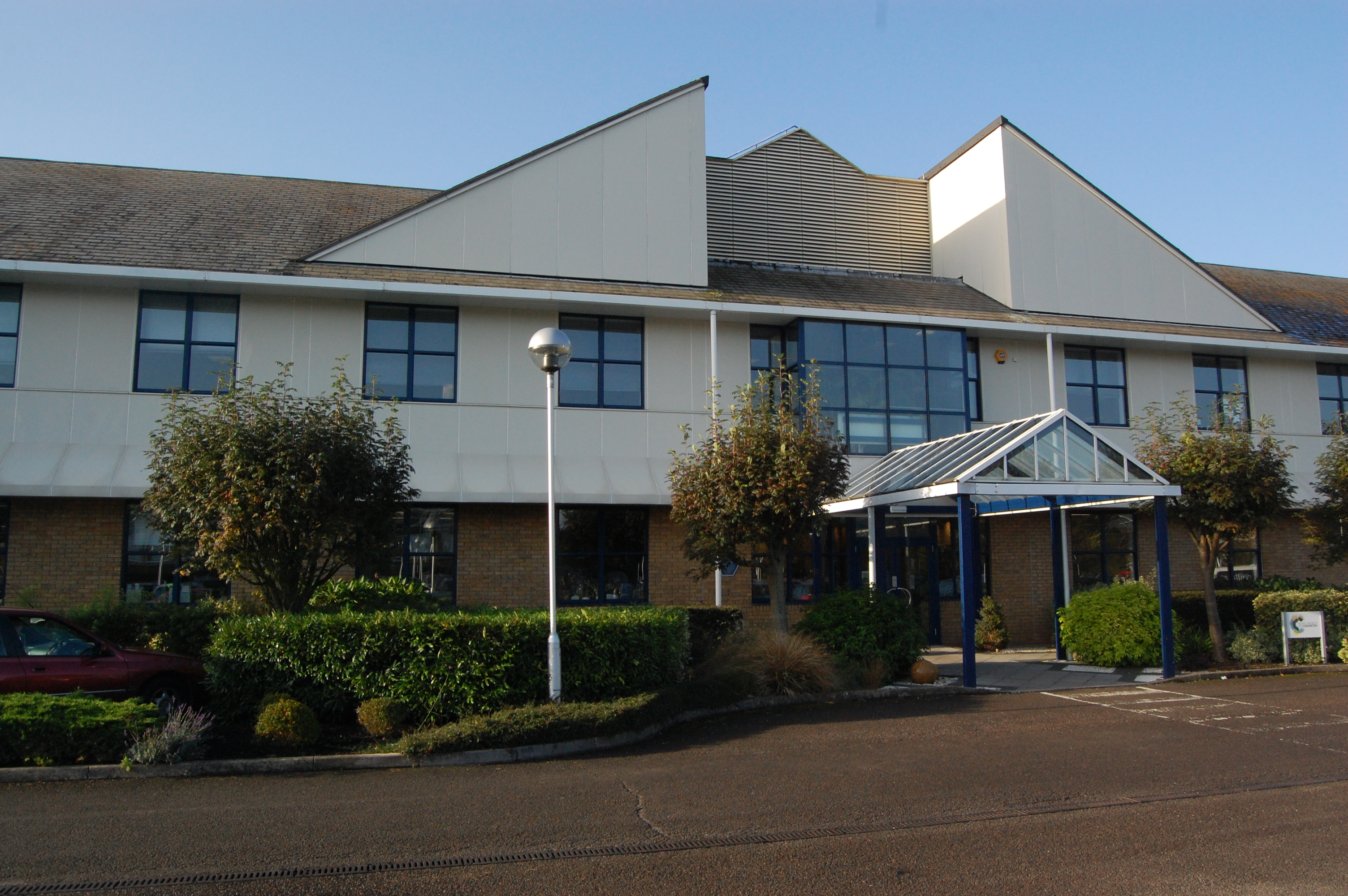
图为学会出版部门的所在地——托马斯·格雷厄姆之家，摄于2014。

英国皇家化学学会是一所非營利性的出版商，其出版业务所得的盈余用于支持其推进化学科学的目的。目前学会已有超过1100册图书、25000个章节，每年都会更新、补充约70种新书籍，这些资料都已数字化为可以检索到的pdf文件。
除了包括Chemical Communications、Chemical Science和Chemical Society Reviews等旗舰期刊在内的科学期刊，学会共出版过这些书籍：
- 化学教学（英语：Education in Chemistry）：供教师使用。
- Chemistry Education Research and Practice（英语：Chemistry Education Research and Practice）：化学教育工作者的免费在线杂志。
- 普通化学杂志化学世界（英语：Chemistry World）每月都会被发送给世界各地的学会成员，其编辑委员会由10名学术、工业化学家组成。它于2004年1月首次出版。其内容包括新闻和普通化学性质的相关文章，例如化学和相关技术的发展历史、书评以及读者的信件。其ISSN为1473-7604。
- 跨越化学科学的专业参考书。[18]
- 包括化学指导文件系列（英語：Tutorial Chemistry Texts，共23本）、分子世界系列（英語：Molecular World，共8本）在内的学生用书。
- 关于化学史的书籍。